# EDIST
株式会社EDIST（英: EDIST Co.,Ltd.）は、東京都新宿区に本社を置くファッションレンタルサービスEDIST. CLOSETを提供・運営していた企業。
ファッションのレンタル業は貸衣装、着物のレンタルがあるが、オフィスカジュアル系の通勤着、普段着をレンタルの対象としているのが特徴。2021年清掃業務を中心に、外食産業なども展開するダスキンが連結子会社化。国内最大級の宅配買取サービスのブランディアと提携。

## 沿革
- 2016年（平成28年）1月 - 株式会社enishの新規事業部のサービスとしてスタート。
- 2018年（平成30年）7月 - 『DMMいろいろレンタル』とのコラボレーションキャンペーンを実施[3]。
- 2018年（平成30年）12月 - 株式会社アドベンチャーへ営業譲渡[4]。
- 2019年（平成31年）2月 - 株式会社アドベンチャーの100％出資子会社「株式会社EDIST」として法人化。
- 2020年（令和4年）9月 - トヨタカローラ中京株式会社 （現在のトヨタモビリティ中京株式会社）とのコラボ企画『おでかけクローゼット』をスタート。
- 2021年（令和3年）5月 - 株式会社ダスキンに営業譲渡[1]。
- 2022年（令和4年）4月 - 国内最大級の宅配買取サービスのブランディアと提携[2]。
- 2024年（令和6年）1月 - 同年3月末でEDIST. CLOSETのサービスを終了し、会社解散することを発表[5][6]。